# Gießbach (Typografie)

Ein Gießbach in der Mitte des abgebildeten Ausschnitts eines en Blindtextes

Gießbach (auch Gasse oder Bach) ist ein typographischer Ausdruck für mehrere untereinander stehende Wortzwischenräume, welche im übertragenen Sinn optisch einen „Bach“ beziehungsweise eine „Straße“ ergeben. Das entstehende diagonale oder vertikale optische Muster erschwert das Lesen, da der Leser mit dem Auge an diesen Stellen aus dem eigentlichen Text leicht in eine andere Zeile verrutschen kann. Gießbäche können durch einen nicht nachbearbeiteten Satz entstehen. Sie können ebenso im Block- wie auch im Flattersatz auftreten. Sie lassen sich oft mit wenig Aufwand durch leichte Variation in Schriftgröße, Breite des Satzspiegels oder Silbentrennung eines langen Wortes am Ende einer der vorangehenden Zeilen beheben.

## Quelle
1. ↑  Gavin Ambrose, Paul Harris: Designraster. Struktur oder Muster aus Linien, die als Gerüst für die Anordnung der Elemente eines Designs dienen. Stiebner, München 2008, ISBN 978-3-8307-1357-9, S. 93.